# Scotch-Brite

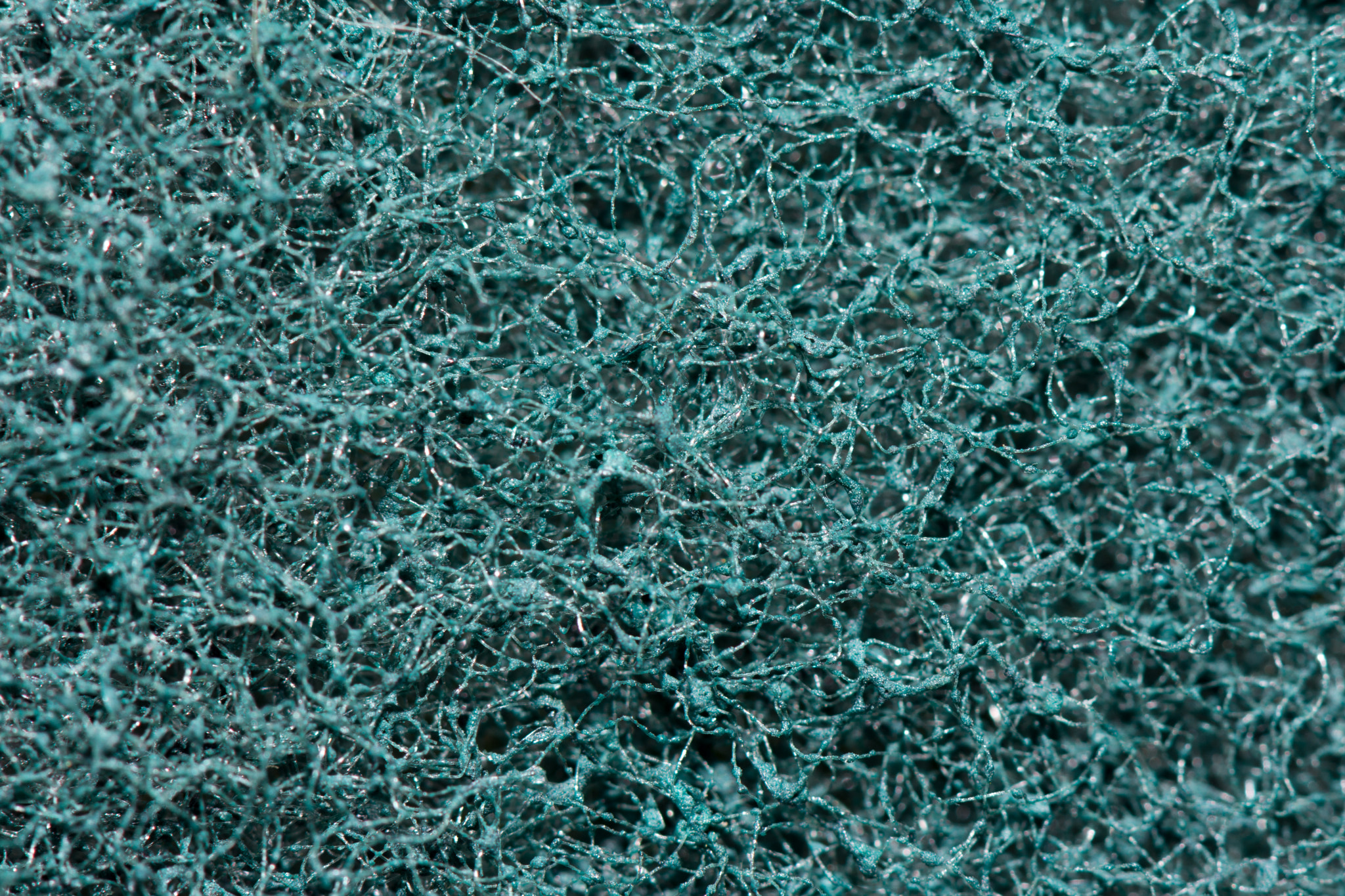
Detalhe de esponja.

Scotch-Brite é uma linha de produtos de limpeza produzidos pela 3M. 
Dentre os produtos da marca encontram-se: esponjas para limpeza, vassouras, rodos, luvas, panos de chão, etc.